# Countrywide Classic 1998 - Qualificazioni singolare
Le qualificazioni del singolare  del Countrywide Classic 1998 sono state un torneo di tennis preliminare per accedere alla fase finale della manifestazione. I vincitori dell'ultimo turno sono entrati di diritto nel tabellone principale. In caso di ritiro di uno o più giocatori aventi diritto a questi sono subentrati i lucky loser, ossia i giocatori che hanno perso nell'ultimo turno ma che avevano una classifica più alta rispetto agli altri partecipanti che avevano comunque perso nel turno finale.
Le qualificazioni del torneo Countrywide Classic 1998 prevedevano 32 partecipanti di cui 4 sono entrati nel tabellone principale.

## Teste di serie
1. Daniel Nestor (primo turno)
2. Marcos Ondruska (Qualificato)
3. Laurence Tieleman (primo turno)
4. Tuomas Ketola (secondo turno)

1. Alejandro Hernández (Qualificato)
2. Oscar Burrieza-Lopez (ultimo turno)
3. Cecil Mamiit (secondo turno)
4. Doug Flach (primo turno)

## Qualificati
1. Taylor Dent
2. Marcos Ondruska

1. Alejandro Hernández
2. Michael Joyce

## Tabellone

### Legenda
| - Q = Qualificato - WC = Wild card - LL = Lucky loser | - ALT = Alternate - SE = Special Exempt - PR = Protected Ranking | - w/o = Walkover - r = Ritirato - d = Squalificato |

### Sezione 1
|  | Primo turno        | Primo turno        | Primo turno | Primo turno | Primo turno |  |  | Secondo turno     | Secondo turno     | Secondo turno     | Secondo turno | Secondo turno |   |   | Ultimo turno      | Ultimo turno      | Ultimo turno      | Ultimo turno | Ultimo turno |  |
|  |                    |                    |             |             |             |  |  |                   |                   |                   |               |               |   |   |                   |                   |                   |              |              |  |
|  |                    | Wesley Whitehouse  | 6           | 6           | 6           |  |  |                   |                   |                   |               |               |   |   |                   |                   |                   |              |              |  |
|  | 1                  | Daniel Nestor      | 7           | 1           | 2           |  |  | Wesley Whitehouse | Wesley Whitehouse | Wesley Whitehouse | 6             | 6             |   |   |                   |                   |                   |              |              |  |
|  | Brandon Coupe      | Brandon Coupe      | 6           | 2           | 7           |  |  | Brandon Coupe     | Brandon Coupe     | Brandon Coupe     | 1             | 3             |   |   |                   |                   |                   |              |              |  |
|  | Ross Loel          | Ross Loel          | 3           | 6           | 6           |  |  |                   |                   |                   |               |               |   |   | Wesley Whitehouse | Wesley Whitehouse | Wesley Whitehouse | 3            | 3            |  |
|  | Taylor Dent        | Taylor Dent        | 6           | 4           | 6           |  |  |                   |                   | Taylor Dent       | Taylor Dent   | Taylor Dent   | 6 | 6 |                   |                   |                   |              |              |  |
|  | John-Paul Fruttero | John-Paul Fruttero | 1           | 6           | 4           |  |  |                   | Taylor Dent       | Taylor Dent       | 6             | 6             |   |   |                   |                   |                   |              |              |  |
|  | 7                  | Cecil Mamiit       | 3           | 6           | 7           |  |  | 7                 | Cecil Mamiit      | Cecil Mamiit      | 3             | 2             |   |   |                   |                   |                   |              |              |  |
|  |                    | Eric Taino         | 6           | 2           | 6           |  |  |                   |                   |                   |               |               |   |   |                   |                   |                   |              |              |  |

### Sezione 2
|  | Primo turno   | Primo turno     | Primo turno     | Primo turno | Primo turno |  |  | Secondo turno | Secondo turno   | Secondo turno   | Secondo turno | Secondo turno |   |   | Ultimo turno | Ultimo turno    | Ultimo turno | Ultimo turno | Ultimo turno |  |
|  |               |                 |                 |             |             |  |  |               |                 |                 |               |               |   |   |              |                 |              |              |              |  |
|  | 2             | Marcos Ondruska | Marcos Ondruska | 6           | 6           |  |  |               |                 |                 |               |               |   |   |              |                 |              |              |              |  |
|  |               | Otis Smith      | Otis Smith      | 1           | 1           |  |  | 2             | Marcos Ondruska | Marcos Ondruska | 7             | 6             |   |   |              |                 |              |              |              |  |
|  | Brad Pearce   | Brad Pearce     | Brad Pearce     | 6           | 6           |  |  |               | Brad Pearce     | Brad Pearce     | 5             | 0             |   |   |              |                 |              |              |              |  |
|  | John Rom      | John Rom        | John Rom        | 3           | 3           |  |  |               |                 |                 |               |               |   |   | 2            | Marcos Ondruska | 5            | 6            | 7            |  |
|  | Ronald Agénor | Ronald Agénor   | Ronald Agénor   | 6           | 6           |  |  |               |                 |                 | Ronald Agénor | 7             | 2 | 6 |              |                 |              |              |              |  |
|  | Ryan Clark    | Ryan Clark      | Ryan Clark      | 4           | 1           |  |  | Ronald Agénor | Ronald Agénor   | Ronald Agénor   | 6             | 6             |   |   |              |                 |              |              |              |  |
|  |               | Adam Peterson   | Adam Peterson   | 6           | 6           |  |  | Adam Peterson | Adam Peterson   | Adam Peterson   | 3             | 4             |   |   |              |                 |              |              |              |  |
|  | 8             | Doug Flach      | Doug Flach      | 0           | 2           |  |  |               |                 |                 |               |               |   |   |              |                 |              |              |              |  |

### Sezione 3
|  | Primo turno     | Primo turno         | Primo turno     | Primo turno | Primo turno |  |  | Secondo turno | Secondo turno       | Secondo turno       | Secondo turno       | Secondo turno |   |   | Ultimo turno | Ultimo turno  | Ultimo turno | Ultimo turno | Ultimo turno |  |
|  |                 |                     |                 |             |             |  |  |               |                     |                     |                     |               |   |   |              |               |              |              |              |  |
|  |                 | Sandon Stolle       | 6               | 6           | 6           |  |  |               |                     |                     |                     |               |   |   |              |               |              |              |              |  |
|  | 3               | Laurence Tieleman   | 7               | 2           | 3           |  |  | Sandon Stolle | Sandon Stolle       | Sandon Stolle       | 6                   | 6             |   |   |              |               |              |              |              |  |
|  | Eni Ghidirmic   | Eni Ghidirmic       | Eni Ghidirmic   | 6           | 6           |  |  | Eni Ghidirmic | Eni Ghidirmic       | Eni Ghidirmic       | 1                   | 3             |   |   |              |               |              |              |              |  |
|  | Dann Battistone | Dann Battistone     | Dann Battistone | 3           | 3           |  |  |               |                     |                     |                     |               |   |   |              | Sandon Stolle | 6            | 2            | 6            |  |
|  | Geoff Abrams    | Geoff Abrams        | 3               | 7           | 6           |  |  |               |                     | 5                   | Alejandro Hernández | 0             | 6 | 7 |              |               |              |              |              |  |
|  | Zack Fleishman  | Zack Fleishman      | 6               | 6           | 4           |  |  |               | Geoff Abrams        | Geoff Abrams        | 2                   | 4             |   |   |              |               |              |              |              |  |
|  | 5               | Alejandro Hernández | 4               | 6           | 6           |  |  | 5             | Alejandro Hernández | Alejandro Hernández | 6                   | 6             |   |   |              |               |              |              |              |  |
|  |                 | Noah Newman         | 6               | 4           | 3           |  |  |               |                     |                     |                     |               |   |   |              |               |              |              |              |  |

### Sezione 4
|  | Primo turno       | Primo turno          | Primo turno          | Primo turno | Primo turno |  |  | Secondo turno | Secondo turno        | Secondo turno        | Secondo turno        | Secondo turno        |   |   | Ultimo turno | Ultimo turno  | Ultimo turno  | Ultimo turno | Ultimo turno |  |
|  |                   |                      |                      |             |             |  |  |               |                      |                      |                      |                      |   |   |              |               |               |              |              |  |
|  | 4                 | Tuomas Ketola        | Tuomas Ketola        | 7           | 6           |  |  |               |                      |                      |                      |                      |   |   |              |               |               |              |              |  |
|  |                   | Kevin Kim            | Kevin Kim            | 5           | 3           |  |  | 4             | Tuomas Ketola        | Tuomas Ketola        | 2                    | 6                    |   |   |              |               |               |              |              |  |
|  | Michael Joyce     | Michael Joyce        | Michael Joyce        | 6           | 6           |  |  |               | Michael Joyce        | Michael Joyce        | 6                    | 7                    |   |   |              |               |               |              |              |  |
|  | Andy Stewart      | Andy Stewart         | Andy Stewart         | 2           | 2           |  |  |               |                      |                      |                      |                      |   |   |              | Michael Joyce | Michael Joyce | 6            | 6            |  |
|  | Boris Bosnjakovic | Boris Bosnjakovic    | Boris Bosnjakovic    | 7           | 6           |  |  |               |                      | 6                    | Oscar Burrieza-Lopez | Oscar Burrieza-Lopez | 2 | 4 |              |               |               |              |              |  |
|  | Heath Montgomery  | Heath Montgomery     | Heath Montgomery     | 6           | 3           |  |  |               | Boris Bosnjakovic    | Boris Bosnjakovic    | 5                    | 3                    |   |   |              |               |               |              |              |  |
|  | 6                 | Oscar Burrieza-Lopez | Oscar Burrieza-Lopez | 6           | 7           |  |  | 6             | Oscar Burrieza-Lopez | Oscar Burrieza-Lopez | 7                    | 6                    |   |   |              |               |               |              |              |  |
|  |                   | Kent Kinnear         | Kent Kinnear         | 2           | 6           |  |  |               |                      |                      |                      |                      |   |   |              |               |               |              |              |  |